# Nikolai Wassiljewitsch Gogol

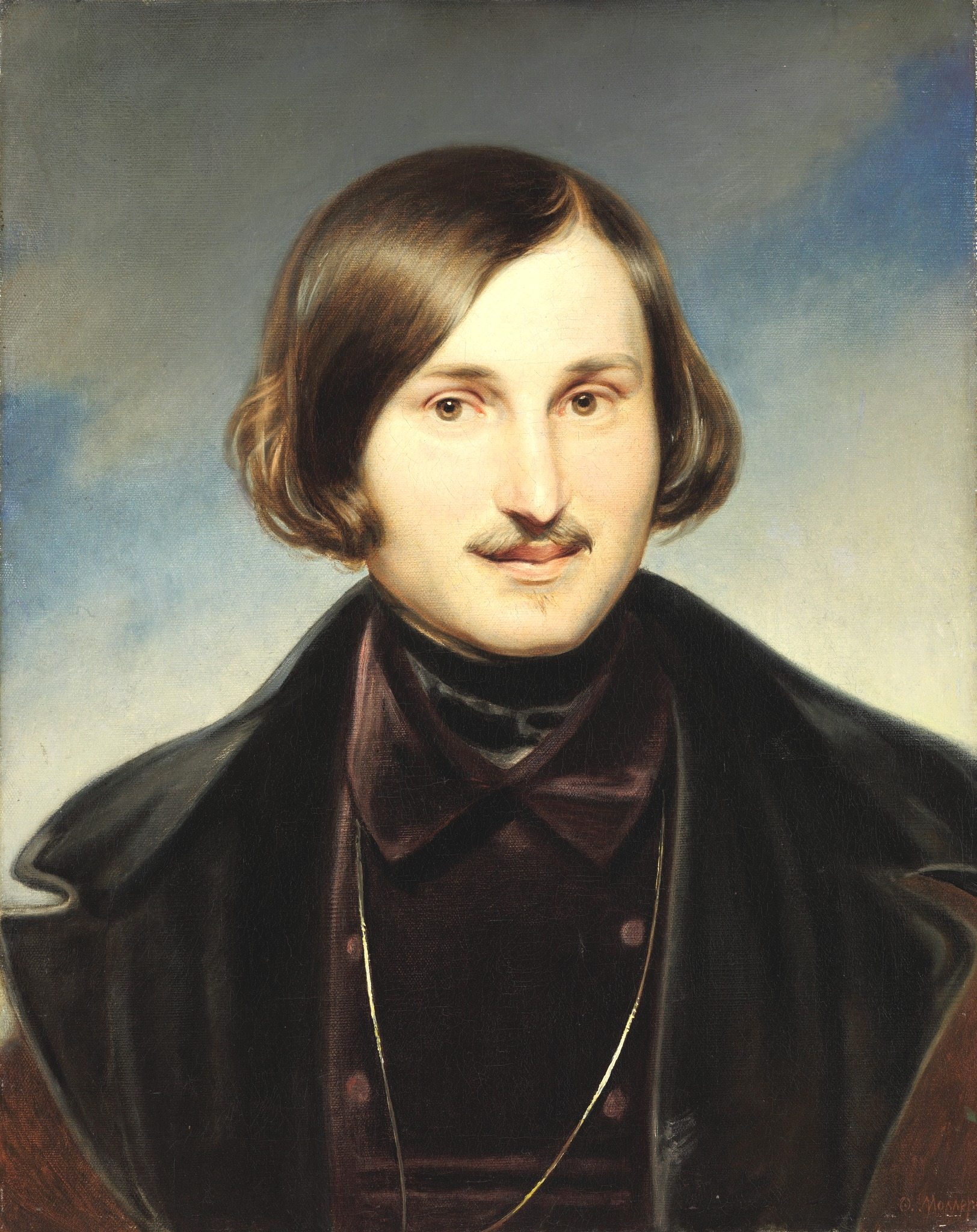
N. Gogol, Replik eines Porträts von Friedrich Möller (heute Tretjakow-Galerie), das Original wurde 1841 in Rom für die Mutter des Schriftstellers gemalt und befand sich in Wassyliwka. Seine Großnichte schenkte es dem Heimatmuseum Poltawa, wo es sich bis 1941 befand. Während des Zweiten Weltkriegs ging das Original verloren.

Nikolai Wassiljewitsch Gogol (geboren als Nikolai Janowski, seit 1821 Gogol-Janowski; russisch Николай Васильевич Гоголь; ISO 9: Nikoláj Vasílʹevič Gógolʹ; ukrainisch Микола Васильович Гоголь; ISO 9: Mykóla Vasýlʹovyč Hóholʹ; * 20. Märzjul. / 1. April 1809greg. in Welyki Sorotschynzi, Gouvernement Poltawa, Russisches Reich; † 21. Februarjul. / 4. März 1852greg. in Moskau, Russisches Reich) war ein russischer Schriftsteller, Dramatiker und Publizist ukrainischer Herkunft sowie ein Ethnograph und Sammler ukrainischer Folklore. 

## Leben

### Herkunft und Ausbildung

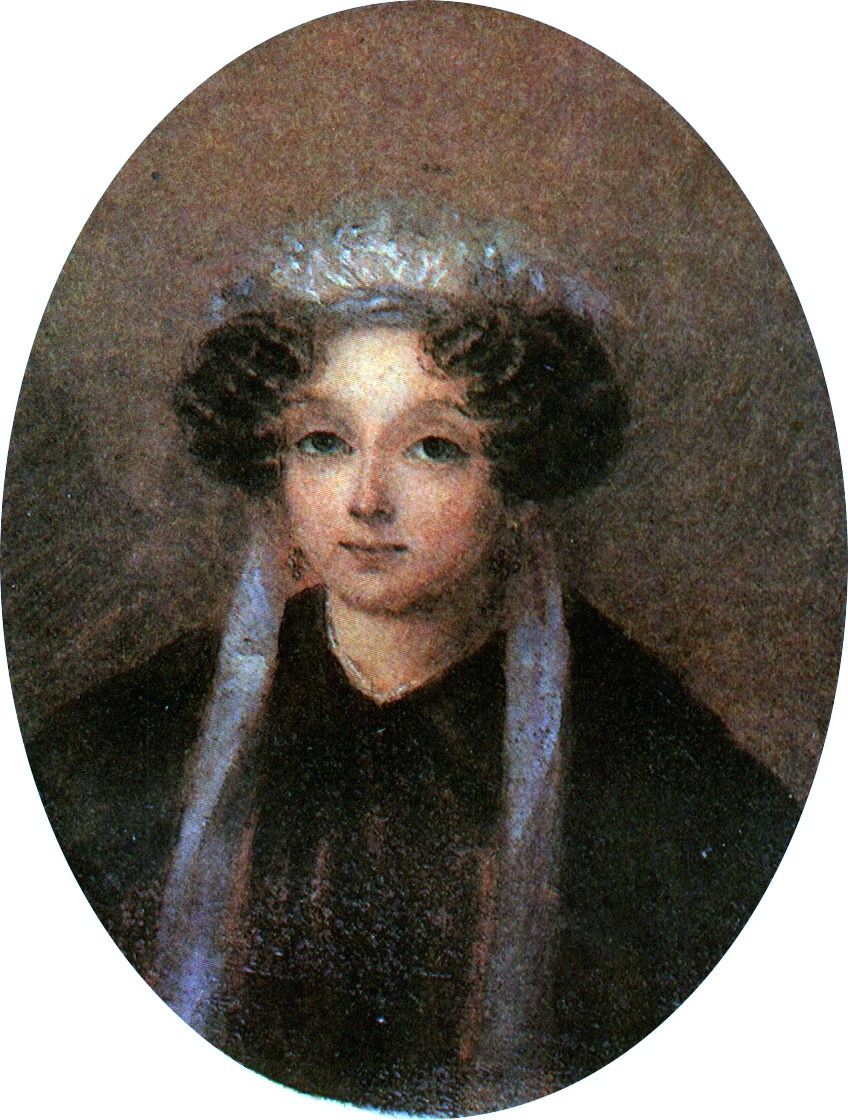
Maria Iwanowna Gogol, 1830 (В.В.Вересаев, "Гоголь в жизни", М., "Правда", 1990 г.)

Nikolai Janowski wurde am 1. April 1809 in Welyki Sorotschynzi als Sohn von Wassili Opanasowitsch Janowski (1777–1825), Grundbesitzer des Dorfes Wasiljewka (heute Gogolewo) in der Region Poltawa und seiner Frau Marija Iwanowna (1791–1868) geboren, damals Kleinrussland, ehemals (in der Frühen Neuzeit) teilautonomes Hetmanat der Saporoger Kosaken. Die ukrainische Gutsbesitzerfamilie hatte neben Nikolai elf weitere Kinder, von denen nur der älteste Sohn Nikolai und die Schwestern Maria (1811–1844), Anna (1821–1893), Elisabeth (1823–1864) und Olga (1825–1907) überlebten. Als die ersten beiden Kinder nach der Geburt starben, zogen die Eltern nach Bolschije Sorotschinzy, wo der ehemalige Militärarzt Michail Jakowlewitsch Trochimowski (1739–1813) praktizierte. Auf Trochimowskis Anwesen wurde Nikolai Janowski geboren. Sein jüngerer Bruder Ivan ist früh verstorben (1810–1819). Um die Adelsprivilegien von der Regierung zu bekommen, verwendete die Familie ab 1821 den Doppelnamen Gogol-Janowski. Gogol sollte an kosakische Vorfahren der Familie erinnern.
Der Familienlegende und einigen Historikern zufolge stammte er von zwei alten ukrainischen Kosaken-Adelsfamilien ab, Gogol und mütterlicherseits Lisogub, und war ein Nachkomme des berühmten Kosaken Ostap Gogol, der im späten 17. Jahrhundert der Hetman der Rechtsufrigen Ukraine war.
Gogols Vater galt als Träumer und es wird angenommen, dass die Bühnenaktivitäten seines Vaters, der ein ausgezeichneter Erzähler war und Theaterstücke für das Bauerntheater auf Ukrainisch und auf Russisch schrieb, die Interessen des zukünftigen Schriftstellers bestimmt haben — Gogols frühes Interesse am Theater. Gogols Mutter, Marija Iwanowna, geborene Kosjarowskaja, Tochter der Tatiana Semenowna (1760–1826), wurde 1805 im Alter von vierzehn Jahren verheiratet. Der Bräutigam war doppelt so alt wie sie.

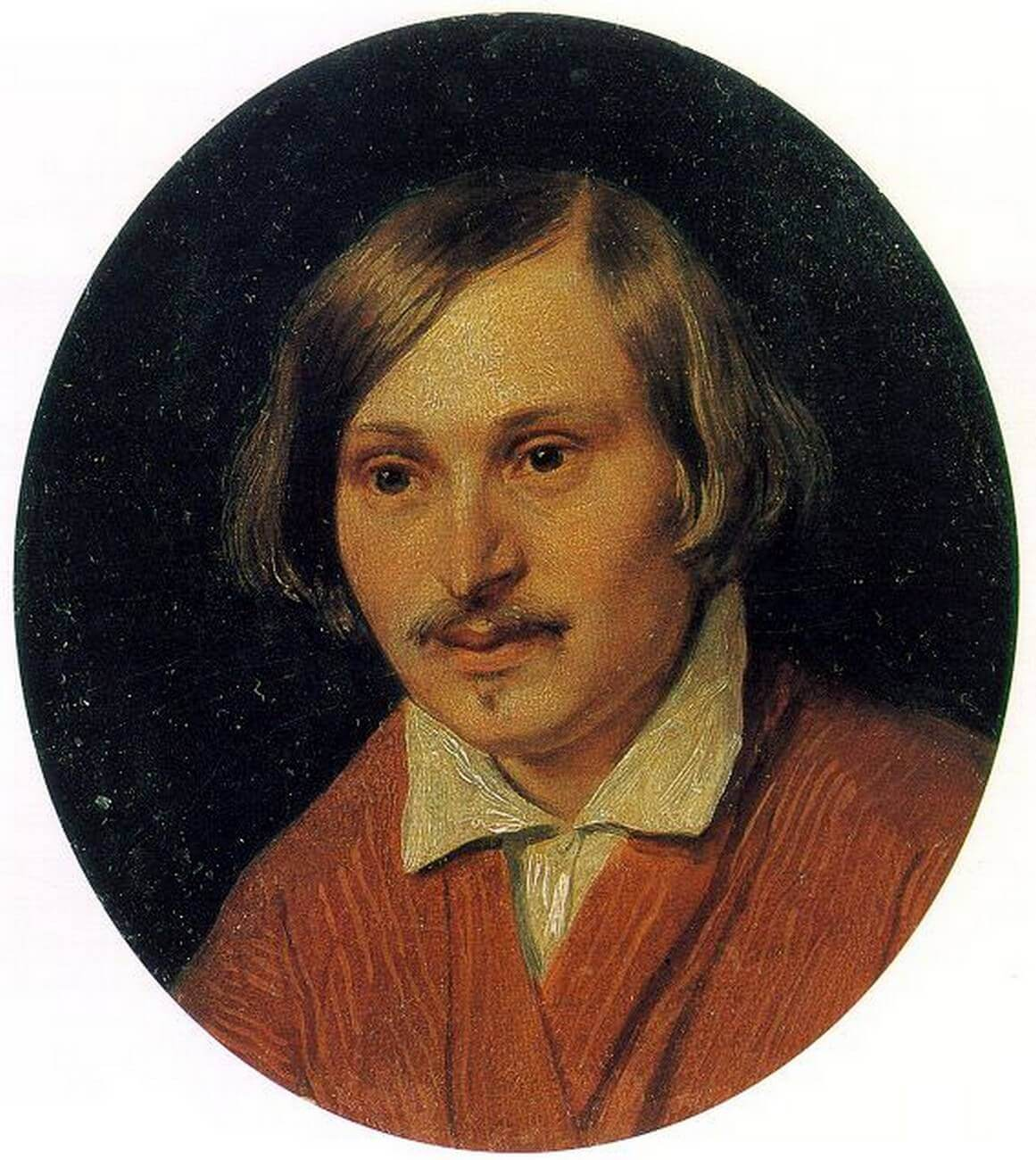
Nikolai Gogol (Gemälde von Alexander A. Iwanow, 1841)

Sein Großvater Panas Demjanowitsch Gogol-Janowski diente als Kosakenschreiber des Mirgorod-Regiments, zweiter Major, Übersetzer und Hauslehrer.
In Neschin ging Gogol zum Studium ins Fürst-Besborodko-Lyzeum. Während seines Schulbesuchs am Lyzeum litt Gogol an Skrofulose und schaffte es, dem Spott der Mitschüler durch Überspitzungen zu entgehen. Er war klein, krumm gewachsen und dünn, hatte schlechte Haut und eine übermäßig lange, spitze Nase. Zeitgenossen rätselten über sein mürrisches, konzentriertes, düsteres, aber kluges Wesen mit autistischen Zügen. Der 18-jährige Gogol notierte: „Alle halten mich für ein Rätsel.“ Als sein Vater starb, war Gogol sechzehn.

### Schriftsteller
In Neschin schrieb Gogol seine ersten literarischen Werke und veröffentlichte einige davon unter Pseudonym in Manuskripten und Almanachen. Hier erschienen seine Gedichte „Italien“, „Neue Heimat“, „Schlechtes Wetter“, „Zwei Fische“, „Schlacht bei Kalka“, das Gedicht „Hans Küchelgarten“, die Satire „Der Hohn des Unfalls“ sowie „Etwas über Neschin, oder Narrengesetz ist nicht geschrieben“. Den später berühmten Jahrmarkt in Bolschije Sorotschinzy beschrieb er in seiner Erzählung Der Sorotschinsker Jahrmarkt, die Mussorgski später zu seiner Oper Der Jahrmarkt von Sorotschinzy inspirierte.
Nach ersten literarischen Versuchen ging er 19-jährig nach Sankt Petersburg und versuchte 1828, eine Anstellung an der dortigen Universität zu erhalten, was ihm nicht gelang. Daraufhin unternahm Gogol eine Reise nach Deutschland und versuchte es mit der Schauspielerei. 1829 erhielt er eine Stelle im russischen Staatsdienst. 1831 gab er seine Anstellung jedoch wieder auf und wurde Geschichtslehrer an einer Privatschule für Mädchen.
Im Jahr 1831 lernte Gogol den Dichter Alexander Puschkin kennen, der ihm den Weg in die russische Literatur wies. Puschkin wurde ihm Freund und Förderer. So regte Puschkin an, den Revisor und Die toten Seelen zu schreiben – beide Werke fanden später höchste Anerkennung. Puschkin verschaffte Gogol auch wiederholt Arbeit als Privatlehrer und Universitätsprofessor, wenngleich Gogol diese Tätigkeiten nie lange ausübte.
Ende 1833 bewarb er sich, unterstützt von Alexander Puschkin, Sergei Semjonowitsch Uwarow und Wassili Schukowski, für den Lehrstuhl für Allgemeine Geschichte an der St.-Wladimir-Universität in Kiew. Er wollte dort die Geschichte der Ukraine und des Südens Russlands erforschen sowie Legenden, Überlieferungen und Lieder der Region sammeln. Auch wegen des Klimas wollte er Sankt Petersburg verlassen. Jedoch wurde ihm der damals unbekannte Historiker Wladimir Franzewitsch Zich vorgezogen.
So wurde Gogol 1834 Assistenz-Professor am Lehrstuhl für Allgemeine Geschichte an der Universität Sankt Petersburg. Diese Stellung musste er im Dezember 1835 wieder aufgeben, da er nicht die formalen Qualifikationen besaß, die ein neues Universitätsgesetz verlangte.

### Abende auf einem Bauernhof bei Dikanka

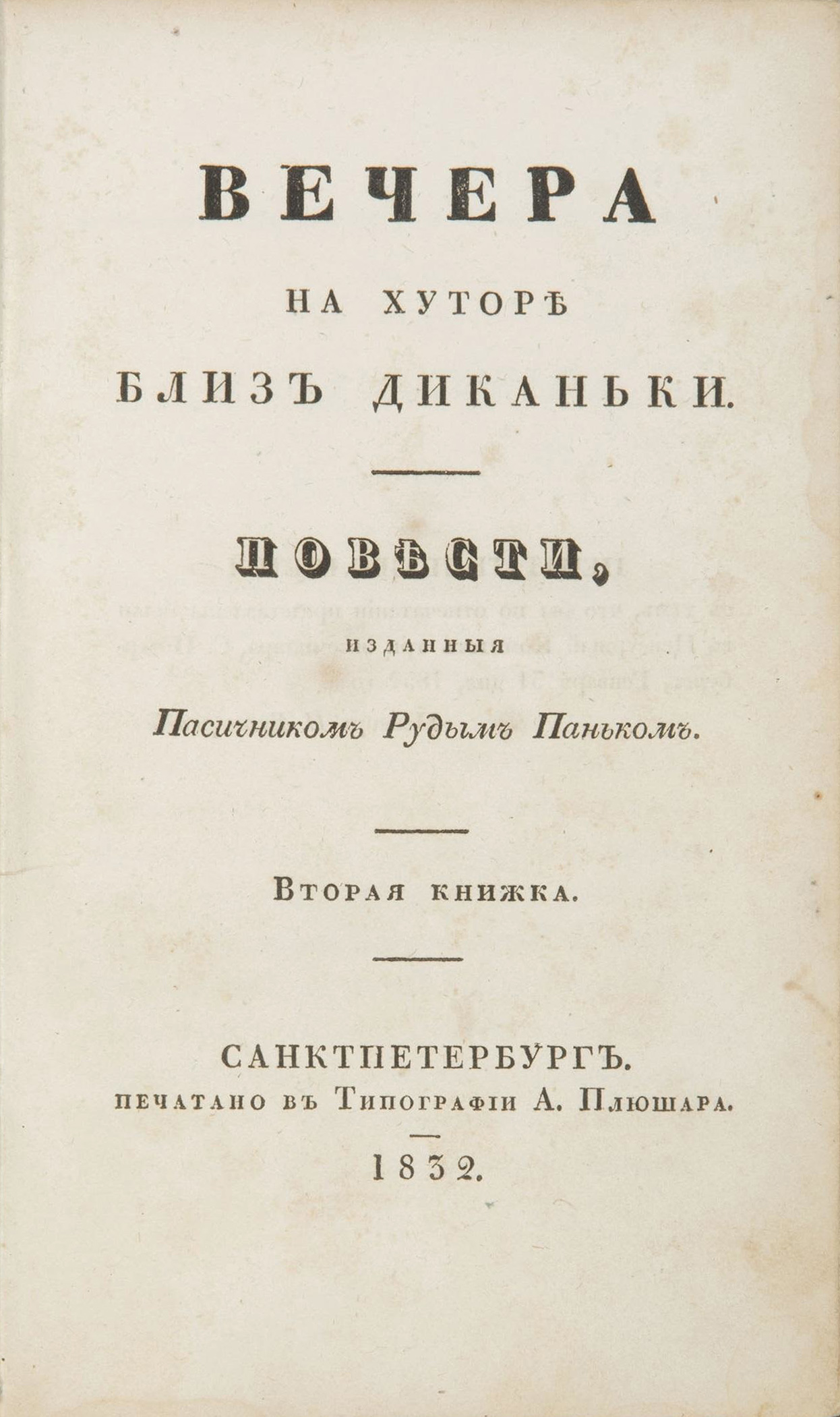
Abende auf einem Bauernhof bei Dikanka

Zwischen 1836 und 1848 unternahm Gogol weitere Reisen durch Deutschland, die Schweiz, Österreich, Frankreich und Italien.
Er begann zu schreiben und feierte mit seinen volkstümlichen ukrainischen Erzählungen Abende auf dem Weiler bei Dikanka (Вечера на хуторе близ Диканьки, 1831/32) einen Überraschungserfolg. Es ist die einzigartige Kombination der derben Vertep-Komödiantik mit dem ukrainischen Lokalkolorit und märchenhafter, bisweilen unheimlicher Phantastik, die den Erzählband zum Erfolg machte. Noch überwog die Komik in der Darstellung der Teufel und Hexen, jedoch wurde schon hier die Neigung zum alles durchdringenden Dämonischen deutlich, die sich in Gogols späteren Werken voll entwickelte.
Eine weitere Sammlung von vier Erzählungen mit dem ukrainischen Thema, Mirgorod (Миргород, 1835), knüpfte an den Erfolg der Abende an und nahm bereits entscheidende Momente von Gogols reiferen Werken vorweg. Zu dieser Zeit wurde Gogol einer der wichtigsten Vertreter der „ukrainischen Schule“ in der russischen Literatur.
Mit den sogenannten Petersburger Erzählungen (Петербургские повести, 1842) wandte sich Gogol der russischen Metropole und neuen Themen zu: Sie zeigen das Leben von Beamten, Offizieren und Handwerkern in der Großstadt, in der Laster und Geldgier herrschen und wo sich das Dämonische überall im Alltäglichen manifestieren kann. Das Beamtentum wird auch in seiner Komödie Der Revisor (Ревизор, 1836) karikiert, deren Sujet auf einen Vorschlag Puschkins zurückgeht.

### Rom

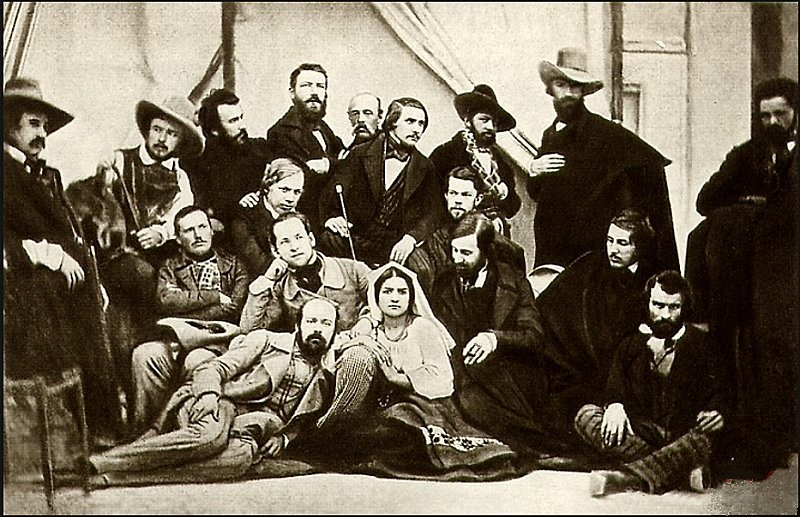
N. W. Gogol in einer Gruppe russischer Künstler in Rom, dargestellt sind unter anderem die Architekten Friedrich Eppinger, Karl Beine, Pawel Notbek, Ippolito Monighetti, die Bildhauer Pjotr Andrejewitsch Stawasser, Nikolai Ramasanow, Michail Schurupow, die Maler Pimen Orlow, Apollon Nikolajewitsch Mokrizki, Mikhail Mikhailow und Wassili Iwanowitsch Sternberg (1845)

Sein Hauptwerk, Die toten Seelen (Мертвые души), erschien im Mai 1842 zensurbedingt unter dem Titel Die Abenteuer von Tschitschikow. Die Titeländerung und einige andere Modifikationen waren von der Petersburger Zensurkommission verhängt worden, nachdem die Moskauer Zensurkommission (bei der Gogol das Manuskript ursprünglich eingereicht hatte) die Genehmigung verweigert hatte, da die Seele als unsterblich galt und es daher keine toten Seelen gäbe. Der Protagonist des Romans, Tschitschikow, ist entschlossen, sich mit allen Mitteln zu bereichern. Er entdeckt, dass er Bankdarlehen vom Staat gegen die Bürgschaft der Leibeigenen, in bürokratischer Sprache die Seelen, erhalten kann. Da er gar keine hat, reist er in die Provinzen, um jene Gutsbesitzer zu suchen, denen nach der letzten Volkszählung Knechte gestorben sind, für die sie bis zur nächsten Zählung noch Steuern zahlen müssen. Alle wollen ihm ihre „toten Seelen“ verkaufen. Alle Fehler und Mängel des Landadels hebt Gogol durch seine satirische Komödie hervor. Das Werk schrieb er zwischen 1836 und 1842 teilweise auf seinen Reisen durch Deutschland, Frankreich und die Schweiz. Das meiste entstand jedoch an den Tischen des Antico Caffè Greco in Rom, wo noch eine Tafel zum Gedenken an den 50. Jahrestag seines Todes erhalten ist sowie eine Gedenktafel von 2009 anlässlich seines zweihundertsten Geburtstages. Er beschrieb treffend die teils großspurige wie korrupte Lebensart des russischen Landadels. Als Gutsbesitzer lebten viele Adlige ein zurückgezogenes Leben auf ihren Landgütern. Ihre Söhne gingen meist als Offiziere zur Armee, wo sie spielten und sich duellierten. Die Bauern waren Leibeigene.
1845 kam der Fotograf Sergei Lwowitsch Lewizki in Rom an und traf sich mit russischen Künstlern und mit Gogol. Lewizki nutzte die Ankunft des Vizepräsidenten der Russischen Akademie der Künste, Fjodor Petrowitsch Tolstoi, und überredete Gogol, zusammen mit einer Gruppe russischer Künstler an einer Daguerreotypie teilzunehmen. Gogol sitzt im Zentrum der Komposition, umgeben von Künstlern, Architekten und Bildhauern, am Boden, mittig das italienische Modell Mariuccia. In dieser malerischen Gruppe sticht die Figur des Malers Otto Friedrich Theodor Möller hervor: Der hochgewachsene Künstler steht links von Gogol, in einen dunklen Umhang gekleidet, mit einem breitkrempigen Hut auf dem Kopf, getrennt durch die Figur des Aquarellisten Andrej Lavezzari. Auch Sergei Lewizki selbst ist in der Gruppe der Fotografierten – zweiter von links in der zweiten Reihe – ohne Gehrock. Die Daguerreotypie wurde erstmals von dem Kritiker Wladimir Wassiljewitsch Stassow in der Zeitschrift Ancient and New Russia für 1879, Nr. 12, veröffentlicht. Auch Alexander Andrejewitsch Iwanow, ein Freund von Gogol, porträtierte den Schriftsteller in Rom. Die Figur von Gogol in seinem Lieblingsgewand lässt sich u. a. auf Iwanows Gemälde Die Offenbarung des Christus gegenüber den Menschen (Öl auf Leinwand, 1837–57) erkennen.

### Umstände seines Todes

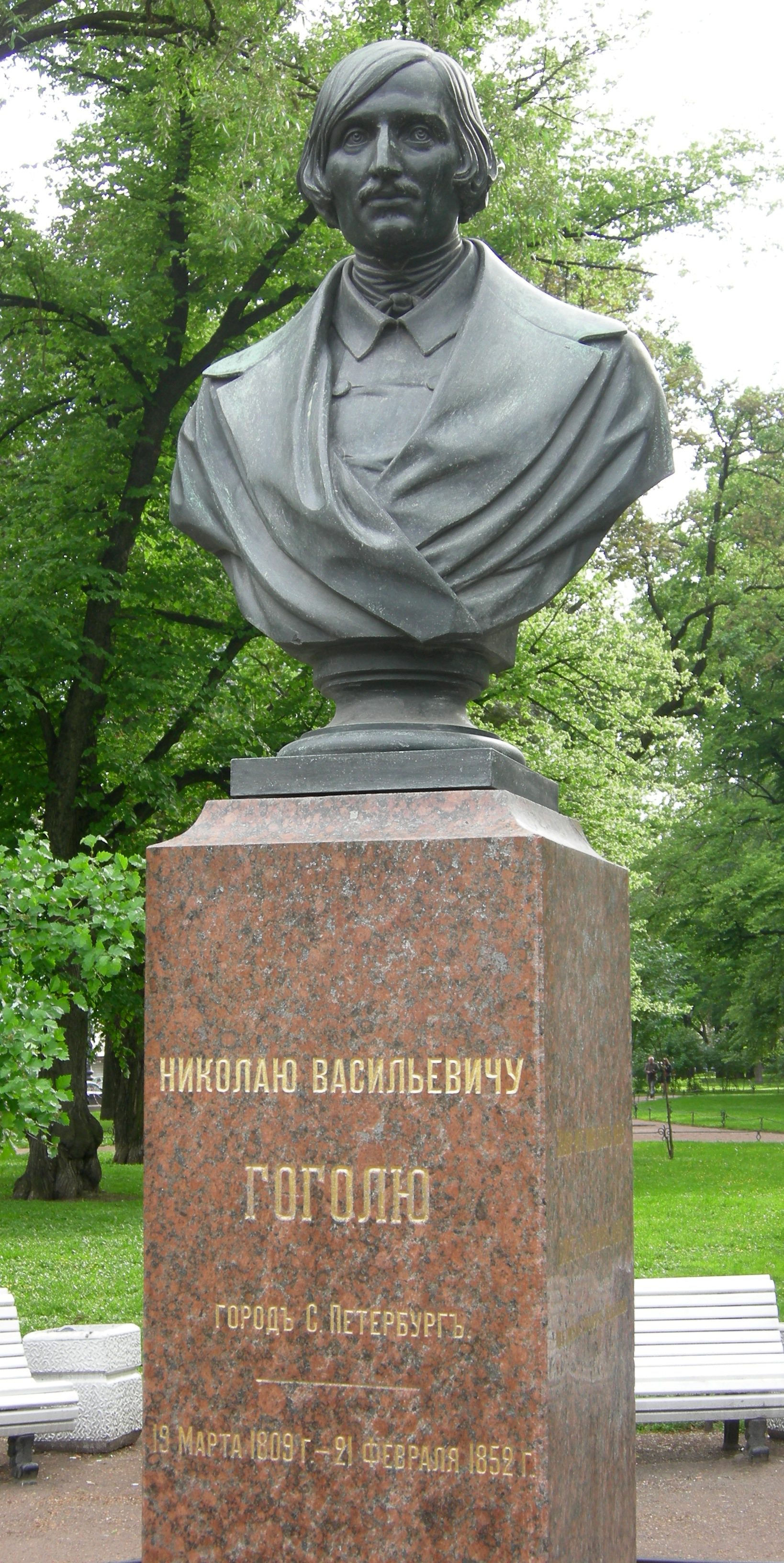
Gogol-Büste (W. P. Kreitan, 1896) in Sankt Petersburg im Alexander-Garten

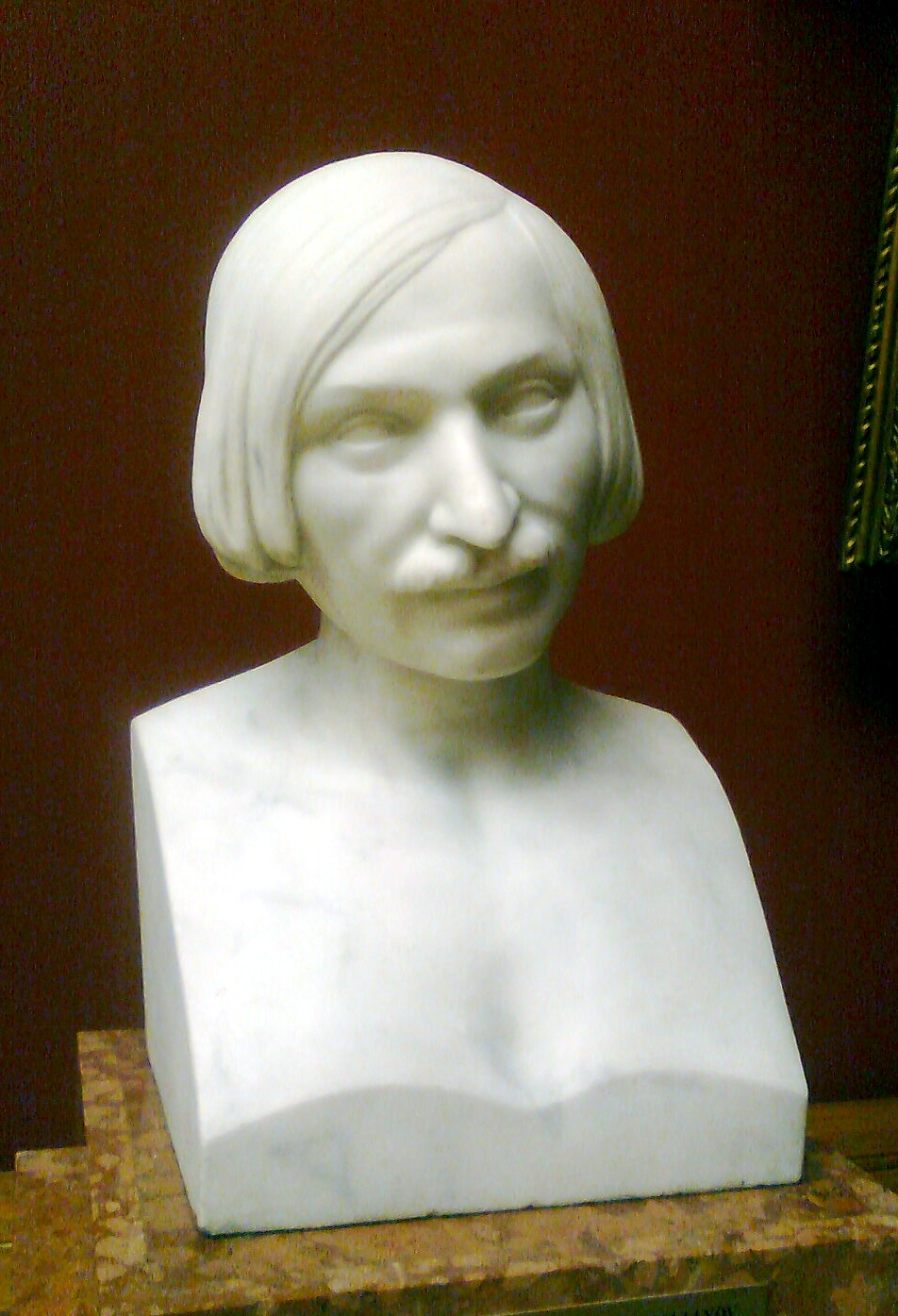
Gogol-Büste (Nikolai Ramasanow, 1854, Russisches Museum)

Über Gogols Tod gibt es mehrere Gerüchte. Nach der allgemein akzeptierten Version ging Gogol am 18. Februar 1852 zu Bett und hörte auf zu essen. Am 20. Februar beschloss ein Rat aus Ärzten, eine künstliche Ernährung unter Zwang durchzuführen. Dies führte zur endgültigen Erschöpfung und Kraftlosigkeit. Gogol fiel am Abend in Ohnmacht und starb am Morgen des 21. Februar im Alter von 42 Jahren.
Gogol gehörte zum St. Petersburger Salon von Jewdokija Petrowna Rostoptschina, zu dem u. a. auch Iwan Mjatlew, Lew Alexandrowitsch Mei, Pjotr Pletnjow und Graf Odojewski gehörten.

## Werke

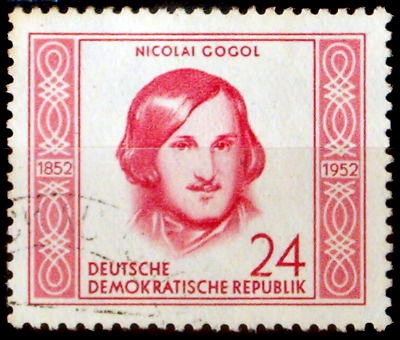
Briefmarke der DDR, 1952

- Abende auf dem Weiler bei Dikanka (1831/1832)
  - Erster Teil:
    - Vorrede
    - Der Jahrmarkt in Sorotschinzy
    - Die Johannisnacht
    - Eine Mainacht oder Die Ertrunkene
    - Der verschwundene Brief

  - Zweiter Teil:
    - Vorrede
    - Die Nacht vor Weihnachten
    - Schreckliche Rache
    - Iwan Fjodorowitsch Schponka und seine Tante
    - Die verhexte Stelle
- Mirgorod (1835)
  - Erster Teil:
    - Gutsbesitzer aus alter Zeit
    - Taras Bulba

  - Zweiter Teil:
    -  Der Wij
    - Die Geschichte vom großen Krakeel zwischen Iwan Iwanowitsch und Iwan Nikiforowitsch
- Meisternovellen
  - Der Newski Prospekt (1835)
  - Die Nase (1836)
  - Das Porträt (1842)
  - Der Mantel (1842)
  - Die Kalesche (1836)
  - Aufzeichnungen eines Wahnsinnigen (1835)
  - Rom (1842)
- Komödien
  - Der Revisor (Premiere 1836)
  - Der Vormittag eines beschäftigten Mannes (1836)
  - Die Heirat (Premiere 1842)
  - Die Spieler (Premiere 1843)
  - Der Prozeß (Premiere 1844)
- Dramatische Fragmente (1842 publiziert)
  - Das Dienerzimmer
  - Fragment
- Die toten Seelen (1842), auch Die Abenteuer von Čičikov
- Ausgewählte Stellen aus dem Briefwechsel mit Freunden (1847)

## Rezeption
Das GogolFest ist ein nach Gogol benanntes 2007 in Kiew initiiertes ukrainisches multidisziplinäres Festival der Gegenwartskunst, bei dem Kunst aus den Bereichen Theater, Musik, Kino, Literatur, Bildende Kunst dargeboten wird.
Die russisch-österreichische Komponistin Lera Auerbach hat – von Gogols Arbeiten fasziniert – die Oper Gogol komponiert (Uraufführung 2011). Außerdem vertonte sie die Aufzeichnungen eines Wahnsinnigen unter dem Titel Diary of a Madman (Uraufführung 2022).

## Museen
Zwei Literaturmuseen erinnern an Leben und Werk Nikolai Gogols: das Gogol-Museum in seinem Geburtsort Welyki Sorotschynzi und das Nikolai Gogol Haus-Museum in Moskau.

## Verfilmungen
Filmversionen von „Der Revisor“ siehe dort

Filmversionen von „Der Mantel“ siehe dort

Filmversionen von „Der Wij“ siehe dort
- 1913: Die Nacht vor Weihnachten (Ночь перед Рождеством) – Regie: Władysław Starewicz
- 1913: Die Schreckliche Rache (Страшная месть) – Regie: Władysław Starewicz
- 1936: Taras Bulba (Tarass Boulba) – Regie: Alexei Granowski – nach der gleichnamigen Novelle
- 1952: Mainacht (Majskaja notsch, ili utoplenniza) – Regie: Alexander Rou – nach der gleichnamigen Erzählung
- 1960: Die toten Seelen (Mertwyje duschi) – Regie: Leonid Trauberg – nach dem gleichnamigen Roman
- 1962: Taras Bulba (Taras Bulba) – Regie: J. Lee Thompson – nach der gleichnamigen Novelle
- 1961: Die Nacht vor Weihnachten (Wetschera na chutore blis Dikanki) – Regie: Alexander Rou – nach dem Novellenzyklus Abende auf dem Weiler bei Dikanka
- 1963: Die Kosaken kommen (Taras Bulba, il cosacco) – Regie: Ferdinando Baldi – nach der Novelle Taras Bulba
- 1968: Der Abend vor dem Fest Iwan Kupala (Wetscher nakanune Iwana Kupaly) – Regie: Jurij Ilyenko – nach der Novelle Der Abend vor dem Johannistag
- 1977: Die Heirat (Schenitba) – Regie: Witalij Melnikow – nach der gleichnamigen Komödie
- 1977: Rufe mich in die lichte Ferne (Posowi menja w dal swetluju) – Regie: German Lawrow, Stanislaw Ljubschin – nach der Komödie Die Heirat
- 1983: Im Land des Trugbilds (Delibabok orszaga) – Regie: Márta Mészáros – nach der Komödie Der Revisor
- 2002: Abende auf dem Weiler bei Dikanka (Wetschera na chutore blis Dikanki) – Regie: Semjon Gorow
- 2004: Der Jahrmarkt in Sorotschinzy (Sorotschinskaja Jarmarka) – Regie: Semjon Gorow
- 2005: Die toten Seelen ( Delo o mertwych duschach) – Regie: Pawel Lungin
- 2007: Russisches Spiel (Russkaja Igra) – Regie: Pawel Tschuchraj – nach der Komödie Die Spieler 1836
- 2009: Taras Bulba (Taras Bulba) – Regie: Wladimir Bort'ko
- 2017: Gogol - Der Anfang (Gogol natschala)- Regie: Egor Baranov

## Hörspiele
- 1946: Die verschwundene Urkunde – Regie: Cläre Schimmel (SDR)
- 1946: Der Revisor – Regie: Fritz Benscher (BR)
- 1946: Die Spieler – Regie: Nicht bekannt (HR)
- 1946: Der Revisor – Regie: Nicht bekannt (HR)
- 1946: Die Brautschau – Regie: Karlheinz Schilling (HR)
- 1946: Die Spieler – Regie: Hanns Korngiebel (RIAS)
- 1947: Die Heirat – Regie: Walter Ohm (BR)
- 1948: Der neue Mantel – Regie: Fritz Benscher (BR)
- 1948: Der neue Mantel – Regie: Günter Siebert (RB)
- 1949: Der Revisor – Regie: Rudolf Hahn (Mitteldeutsche Rundfunk AG)
- 1949: Die Spieler – Regie: Heinrich Müller-Eschborn (SDR)
- 1949: Die Brautschau – Regie: Werner Wieland (Mitteldeutsche Rundfunk AG)
- 1949: Der Revisor – Regie: Boleslaw Barlog (NWDR Berlin)
- 1949: Der Revisor – Regie: Oskar Nitschke (SDR)
- 1950: Die toten Seelen – Regie: Albert Carl Weiland (Radio Saarbrücken)
- 1950: Der Mantel – Regie: Heinz von Cramer (RIAS)
- 1952: Der Mantel und Die Nase – Regie: Wilm ten Haaf (Radio Saarbrücken)
- 1952: Der Revisor – Regie: Walter Ohm (BR)
- 1952: Der Mantel – Regie: Wilhelm Semmelroth (SDR)
- 1952: Der neue Mantel – Regie: Wilhelm Semmelroth (SDR)
- 1952: Die Nase – Regie: Gert Westphal (RB)
- 1952: Die Spieler – Regie: Werner Wieland (Rundfunk der DDR)
- 1952: Die Heirat – Regie: Gottfried Herrmann (Rundfunk der DDR)
- 1952: Pott will freen (Niederdeutsches Mundart-Hörspiel nach: Die Heirat) – Regie: Eberhard Freudenberg (RB)
- 1953: Die toten Seelen – Regie: Richard Hilgert (Rundfunk der DDR)
- 1953: Die Brautschau – Regie: Jöns Andersson (NWDR Hannover)
- 1953: Die Nase – Regie: Raoul Wolfgang Schnell (NWDR Köln)
- 1954: Die Nase – Regie: Otto Kurth (SDR)
- 1954: Der Revisor – Regie: Ulrich Lauterbach (HR)
- 1955: Tote Seelen – Regie: Carl Nagel (RB)
- 1955: Der große Krach der großen Herren – Regie: Oskar Nitschke (SDR)
- 1955: Der Gänserich – Regie: Hans Rosenhauer (NWDR Hannover)
- 1956: Die Brautfahrt zu Petersburg – Regie: Willy Purucker (BR)
- 1956: Die Nase – Hörspielbearbeitung: Günter Eich – Regie: Heinrich Koch (NDR)
- 1958: Pott will heiraten (niederdeutsche Version von Die Heirat) – Regie: Hans Tügel (NDR)
- 1959: Die Heirat – Regie: Walter Knaus (SDR)
- 1960: Der Revisor – Regie: Herwart Grosse (Rundfunk der DDR)
- 1960: Die Nacht vor Weihnachten – Regie: Friedhelm Ortmann (WDR)
- 1963: Die toten Seelen – Regie: Friedhelm Ortmann (SDR)
- 1965: Die Nase – Regie: Gerd Beermann (SDR)
- 1974: Der Wij – Regie: Karlheinz Schilling (HR)
- 1974: Die Nacht vor Weihnachten – Regie: Friedhelm Ortmann (WDR)
- 1975: Wie es kam, daß sich Iwan Iwanowitsch mit Iwan Nikiforowitsch entzweit hat – Regie: Albrecht Surkau (Rundfunk der DDR)